# Вільям Віллард Аш
Вільям Віллард Аш (англ. William Willard Ashe, 4 червня 1872 — 18 березня 1932) — американський ботанік, геолог та лісник.

## Біографія
Вільям Віллард Аш народився у Ралі, Північна Кароліна 4 червня 1872 року .
У віці п'ятнадцяти років Аш вступив до Університету Північної Кароліни. Пізніше Вільям Віллард Аш отримав ступінь магістра природничих наук у Корнельському університеті, де він спеціалізувався у ботаніці та геології .
У 1892–1905 роках Аш працював лісником у North Carolina Geological Survey, але також працював і над спеціальними проектами нещодавно сформованої United States Forest Service.
Він залишався професійним лісником усе своє життя, проводив свої роботи по флористиці та ботанічній систематиці.
У 1905 році Аш почав працювати в United States Forest Service на повний робочий день і пропрацював там до своєї смерті у 1932 році. За цей час він займав пост секретаря National Forest Reservation Commission (1918–1924), віце-президента Society of American Foresters (1919) та голови Forest Service Tree Name Committee (1930–1932).
Його ботанічні роботи були зосереджені на деревних рослинах, особливо на роді Глід, хоча він також вивчав такі роди трав'янистих рослин, як Копитник та Просо. Аш вніс значний внесок у ботаніку, описавши безліч видів насіннєвих рослин.
Вільям Віллард Аш помер у Вашингтоні 18 березня 1932 року. На сьогоднішній день в University of North Carolina Herbarium є більш ніж 2340 екземплярів, зібраних Вільямом Віллардом Ашем.

## Наукова діяльність
Вільям Віллард Аш спеціалізувався на насіннєвих рослинах.

## Деякі наукові роботи
- H B Ayres; W W Ashe; Geological Survey (U.S.). The Southern Appalachian forests. Washington: Dept. of the Interior U.S. Geological Survey: Supt. of Docs., U.S. G.P.O. (distributor), 1905[8].
- W W Ashe; United States. Forest Service. Loblolly, or North Carolina pine. Raleigh, Edwards & Broughton Printing Co., state printers and binders, 1915[9].
- Gifford Pinchot; W W Ashe. Timber trees and forests of North Carolina. Winston, M. I. & J. C. Stewart, public printers, 1897[10].
- W W Ashe. The forests, forest lands, and forest products of eastern North Carolina. Raleigh: J. Daniels, 1894[11].
- W W Ashe. Shade trees for North Carolina. Raleigh: E.M. Uzzell, 1908[12].
- W W Ashe. Forest fires: their destructive work, causes and prevention. Raleigh, J. Daniels, state printer and binder, 1895[13].
- W W Ashe. Chestnut in Tennessee. Nashville, Tenn., Baird-Ward Print. Co., 1911[14].
- W W Ashe. The possibilities of a maple sugar industry in western North Carolina. Winston: M. I. and J. C. Stewart, public printers and binders, 1897[15].